# 国際受刑者移送法
国際受刑者移送法（こくさいじゅけいしゃいそうほう、英語: Act on the Transnational Transfer of Sentenced Persons、平成14年6月12日法律第66号）は、国際的な捜査の協力に関する日本の法律である。

## 所管官庁
共同主所管
- 外務省総合外交政策局人権人道課
- 法務省矯正局成人矯正課

## 概要
外国で刑が確定して拘禁されている日本国民や日本で刑が確定して拘禁されている外国人について、国際的な協力の下に、その本国において当該確定裁判の執行の共助をすることを規定している。
受刑者移送条約（欧州評議会が1983年に制定した多国間条約）が締結されている国同士で受刑者を母国に移送し、その改善更生及び円滑な社会復帰を促進することを目的としている。法務省によると、日本が受刑者移送条約に加入した2003年から2021年までの間に日本から他国へ移送された受刑者は480人、他国から日本へ移送された受刑者は10人とされる。受刑者移送条約に加入していない国とは個別の2国間条約で対応しており、日本はタイ王国・ブラジル・イラン・ベトナム（締約順）と2国間条約を締結している。

## 問題
2023年5月、ヘロインの営利目的所持のためにタイで摘発されて2002年に禁錮50年の判決が確定し、2018年に日本に移送され甲府刑務所で服役していた日本人男性が、2020年8月にタイで行われた恩赦で刑期が短縮され、刑期が終了したにもかかわらず、男性がタイ当局に問い合わせて事態が発覚する2021年4月末までの8か月にわたって収容され続けたという事例が発覚している。日本側は移送以前に行われた2度の恩赦については把握しており、男性の刑期を「2027年まで」と計算していたが、2020年8月の恩赦の情報が伝わらなかった可能性が指摘されている。